# Anthostomella smilacis
Anthostomella smilacis är en svampart som tillhör divisionen sporsäcksvampar, och som beskrevs av Jean-Henri Casimir Fabre. Anthostomella smilacis ingår i släktet Anthostomella, och familjen kolkärnsvampar. Arten är reproducerande i Sverige.